# Teerasil Dangda
Teerasil Dangda (tiếng Thái: ธีรศิลป์ แดงดา, phát âm [tʰīː.rā.sǐn dɛ̄ːŋ.dāː]; sinh ngày 6 tháng 6 năm 1988), hay còn được biết với tên gọi "Mui", là một cầu thủ bóng đá người Thái Lan hiện đang thi đấu cho câu lạc bộ Thai League Bangkok United và đội tuyển quốc gia Thái Lan.

## Sự nghiệp câu lạc bộ

### Khởi nghiệp
Teerasil bắt đầu sự nghiệp bóng đá khi chơi cho đội trẻ của Assumption College Thonburi năm 2003 khi mới 15 tuổi. Hai năm sau anh rời câu lạc bộ do thiếu một đội bóng chuyên nghiệp (chỉ được thành lập năm 2011).
Mùa 2004-05 anh gia nhập học viện của Air Force Central tại Thai Division 1 League. Trong cùng mùa giải đó anh có trận ra mắt cho đội, ghi sáu bàn thắng chỉ sau sáu trận cho câu lạc bộ. Mùa 2006 anh chuyển đến Rajpracha và trở thành một nhân tố tấn công quan trọng trong đội bóng, trở thành vua phá lưới của câu lạc bộ (9 bàn trong 18 trận), đồng thời kiến tạo hơn năm bàn trong cả mùa.

### Manchester City
Ngày 25 tháng 7 năm 2007, Teerasil được đưa tới tập huấn tại câu lạc bộ nước Anh Manchester City (bên cạnh Suree Sukha và Kiatprawut Saiwaeo), sau khi vị doanh nhân người Thái Thaksin Shinawatra mua lại City vào đầu tháng. Sau một thời gian dài chờ đợi giấy phép lao động, cả ba cầu thủ đã ký hợp đồng với City vào ngày 16 tháng 11.
Tuy nhiên sau những vấn đề về giấy phép lao động, Teerasil được cho mượn đến đội bóng liên minh mới của City là Grasshopper. Sau khi trở về City năm 2008, anh vẫn không thể thi đấu tại xứ sương mù và sau khi Tập đoàn Abu Dhabi United mua lại đội bóng, bộ ba người Thái được giải phóng hợp đồng ngày 16 tháng 10 năm 2008.. Sau đó anh nói rằng khoảng thời gian ở City "đã khiến anh thành một cầu thủ tốt hơn" mặc dù chưa có lần ra sân nào trong đội hình một.

## Sự nghiệp quốc tế
Teerasil đã góp mặt trong đội hình U-16 và U-17 Thái Lan năm 2004, cùng đội bóng tham dự Giải vô địch bóng đá U-17 Châu Á 2004. Hai năm sau anh cũng có tên trong đội U-19 chơi tại Giải vô địch bóng đá trẻ Châu Á 2006, ghi bàn thắng đầu tiên trong chiến thắng 2-1 trước Các Tiểu vương quốc Ả Rập Thống nhất; đó cũng là thắng lợi duy nhất của Thái Lan tại giải đấu.
Năm 2007, anh xuất hiện trong đội U-23 nhưng đội tuyển đã thất bại trong việc giành vé đến Thế vận hội Mùa hè 2008. Tháng 12 năm 2007 anh đoạt tấm huy chương vàng U-23 tại Đại hội Thể thao Đông Nam Á 2007, trong đó ghi một bàn vào lưới Myanmar. Cùng năm đó anh có lần triệu tập đầu tiên lên đội tuyển quốc gia, đồng thời cũng có tên trong danh sách 23 cầu thủ tham dự Cúp bóng đá châu Á 2007, qua đó trở thành cầu thủ trẻ nhất trong đội.
Năm 2008, anh được huấn luyện viên Peter Reid triệu tập tham dự AFF Cup 2008, ở lượt trận cuối cùng của vòng bảng gặp Malaysia, anh đã lập một cú đúp trong chiến thắng 3–0 trước đối thủ để kết thúc vòng bảng với 9 điểm sau 3 trận toàn thắng. Ở trận bán kết lượt đi trên đất Indonesia, anh đã ghi bàn thắng duy nhất giúp voi chiến vượt qua đối thủ với tỉ số tối thiểu 1–0. Đội tuyển Thái Lan sau đó lọt vào trận chung kết sau khi vượt qua Indonesia với tổng tỉ số 3–1 sau 2 lượt trận. Ở trận chung kết lượt về trên sân vận động Quốc gia Mỹ Đình ở Hà Nội, Việt Nam, Teerasil ghi bàn thắng mở tỉ số bằng một cú đánh đầu, tuy nhiên Thái Lan đã thất bại trước Việt Nam với tổng tỉ số 2–3 sau 2 lượt trận, qua đó giành vị trí á quân. Kết thúc giải, anh giành danh hiệu vua phá lưới với 4 bàn thắng cùng với Budi Sudarsono của Indonesia và Agu Casmir của Singapore.
Năm 2012, Teerasil Dangda được huấn luyện viên Winfried Schäfer triệu tập tham dự AFF Cup 2012, ở lượt trận thứ hai vòng bảng gặp Myanmar, anh trở thành cầu thủ Thái Lan đầu tiên lập một cú hat-trick trong chiến thắng trước đối thủ với tỉ số 4–0. Chung cuộc Thái Lan kết thúc vòng bảng với 9 điểm sau 3 trận toàn thắng. Ở hai lượt trận bán kết, anh tiếp tục tỏa sáng với cả 2 bàn thắng trước Malaysia để rồi vượt qua đối thủ với tổng tỉ số 3–1 và chịu thất thủ trước Singapore với tổng tỉ số 2–3 sau 2 lượt trận chung kết, qua đó giành vị trí á quân, đây cũng là thất bại thứ hai của anh tại giải đấu này. Kết thúc giải, anh được nhận danh hiệu vua phá lưới với 5 bàn thắng.
Năm 2016, Teerasil Dangda được huấn luyện viên Kiatisuk Senamuang triệu tập tham dự AFF Cup 2016, trong trận đấu đầu tiên của vòng bảng gặp Indonesia, anh trở thành cầu thủ đầu tiên lập một cú hat-trick giúp Thái Lan giành chiến thắng trước đối thủ với tỉ số 4–2. Đội tuyển Thái Lan sau đó thắng lần lượt là Singapore và Philippines để kết thúc vòng bảng với 9 điểm sau ba trận toàn thắng. Trong trận bán kết lượt đi gặp chủ nhà Myanmar, anh tiếp tục lập cú đúp giúp đội tuyển Thái Lan giành vé vào chơi ở trận chung kết sau chiến thắng với tổng tỉ số sau hai lượt trận bán kết là 6–0. Ở trận chung kết lượt đi gặp Indonesia, Teerasil là người ghi bàn trước nhưng sau đó chủ nhà Indonesia lội ngược dòng thắng lại với tỉ số 2–1, tuy nhiên trong trận chung kết lượt về tại sân vận động Rajamangala, anh lại thực hiện không thành công quả phạt đền nhưng Thái Lan vẫn giành chiến thắng chung cuộc 2–0 trước Indonesia và giành ngôi vô địch AFF Cup 2016 lần thứ 5, đồng thời anh trở thành vua phá lưới của giải đấu với 6 bàn thắng.
Năm 2019, Teerasil được huấn luyện viên Milovan Rajevac triệu tập tham dự Asian Cup 2019 diễn ra tại UAE, trong trận đấu ra quân gặp Ấn Độ, anh là người ghi bàn gỡ hòa 1–1 cho đội tuyển Thái Lan nhưng sau đó để thua đậm đối thủ với tỉ số 1–4.
Năm 2021, Teerasil Dangda được huấn luyện viên Alexandré Pölking triệu tập tham dự AFF Cup 2020 (bị hoãn lại một năm do ảnh hưởng của đại dịch COVID-19), trong trận đấu đầu tiên của vòng bảng gặp Myanmar, anh đã lập một cú đúp trong trận thắng Myanmar 4–0, 3 ngày sau anh tiếp tục lập một cú đúp trong chiến thắng 2–1 trước Philippines để kết thúc vòng bảng với 12 điểm sau 4 trận toàn thắng. Đội tuyển Thái Lan sau đó vượt qua Việt Nam ở vòng bàn kết và vượt qua Indonesia ở trận chung kết để lần thứ 6 lên ngôi vô địch. Kết thúc giải, anh trở thành vua phá lưới với 4 bàn thắng cùng với Safawi Rasid của Malaysia, Bienvenido Marañón của Philippines và người đồng hương Chanathip Songkrasin của Thái Lan.
Năm 2022, anh tiếp tục được huấn luyện viên Alexandré Pölking triệu tập tham dự AFF Cup 2022, trong trận đấu đầu tiên của vòng bảng gặp Brunei, Teerasil ghi bàn thắng đầu tiên cho đội tuyển quốc gia ở phút thứ 44, chung cuộc Thái Lan vượt qua đối thủ với tỉ số 4–0, 6 ngày sau, anh đã lập một cú đúp trong chiến thắng 4–0 trước Philippines, đến lượt trận cuối cùng gặp Campuchia, anh tiếp tục lập thêm một cú đúp trong chiến thắng 3–1 trước đối thủ để kết thúc vòng bảng với 10 điểm, 3 trận thắng và 1 trận hòa, bằng điểm với Indonesia nhưng Thái Lan đứng đầu do hơn về hiệu số bàn thắng thua. Ở trận bán kết lượt về trên sân Thammasat với Malaysia, Teerasil ghi bàn thắng mở tỉ số ở phút thứ 19 của hiệp 1, chung cuộc Thái Lan vượt qua đối thủ với tổng tỉ số 3–1 sau hai lượt trận để tiến vào trận chung kết gặp đại kình địch Việt Nam, đồng thời anh trở thành cầu thủ ghi nhiều bàn thắng nhất mọi thời đại ở các giải đấu khu vực với 25 bàn thắng, vượt thành tích 17 bàn thắng của cựu tiền đạo Singapore Noh Alam Shah. Tuy nhiên, anh đã không thể góp mặt trong cả 2 lượt trận chung kết do chấn thương gân kheo chưa bình phục. Dẫu vậy, Thái Lan đã giành chức vô địch lần thứ 7 sau khi vượt qua Việt Nam với tổng tỉ số 3–2 sau 2 lượt trận, đồng thời anh cùng với tiền đạo Nguyễn Tiến Linh của Việt Nam giành danh hiệu vua phá lưới với 5 bàn thắng.

## Thống kê sự nghiệp

### Câu lạc bộ
Tính đến 16 tháng 3 năm 2019
| Câu lạc bộ           | Câu lạc bộ          | Câu lạc bộ          | Giải đấu            | Giải đấu            | Cúp quốc gia  | Cúp quốc gia  | Cúp liên đoàn       | Cúp liên đoàn       | Châu lục | Châu lục | Tổng cộng | Tổng cộng |
| Câu lạc bộ           | Mùa giải            | Giải đấu            | Trận                | Bàn                 | Trận          | Bàn           | Trận                | Bàn                 | Trận     | Bàn      | Trận      | Bàn       |
| Thái Lan             | Thái Lan            | Thái Lan            | Thai Premier League | Thai Premier League | FA Cup        | FA Cup        | League Cup          | League Cup          | Châu Á   | Châu Á   | Tổng cộng | Tổng cộng |
| -------------------- | ------------------- | ------------------- | ------------------- | ------------------- | ------------- | ------------- | ------------------- | ------------------- | -------- | -------- | --------- | --------- |
| Royal Thai Air Force | 2005                | Division 1          | 6                   | 3                   | —             | —             | —                   | —                   | —        | —        | 6         | 3         |
| Raj Pracha           | 2006                | Division 2          | 18                  | 9                   | —             | —             | —                   | —                   | —        | —        | 18        | 9         |
| Muangthong United    | 2007                | Division 2          | 15                  | 7                   | –             | –             | –                   | –                   | –        | –        | 15        | 7         |
| Anh                  | Anh                 | Anh                 | Premier League      | Premier League      | FA Cup        | FA Cup        | League Cup          | League Cup          | Châu Âu  | Châu Âu  | Tổng cộng | Tổng cộng |
| Manchester City      | 2007–08             | Premier League      | —                   | —                   | —             | —             | —                   | —                   | –        | –        | —         | —         |
| Thụy Sĩ              | Thụy Sĩ             | Thụy Sĩ             | Swiss Super League  | Swiss Super League  | Swiss Cup     | Swiss Cup     | League Cup          | League Cup          | Châu Âu  | Châu Âu  | Tổng cộng | Tổng cộng |
| Grasshopper II       | 2007–08             | 1. Liga Classic     | 6                   | 1                   | —             | —             | —                   | —                   | —        | —        | 6         | 1         |
| Thái Lan             | Thái Lan            | Thái Lan            | Thai Premier League | Thai Premier League | FA Cup        | FA Cup        | League Cup          | League Cup          | Châu Á   | Châu Á   | Tổng cộng | Tổng cộng |
| Raj Pracha           | 2008                | Division 2          | 8                   | 6                   | –             | –             | –                   | –                   | –        | –        | 8         | 6         |
| Muangthong United    | 2009                | Thai Premier League | 25                  | 7                   | 1             | 0             | –                   | –                   | –        | –        | 26        | 7         |
| Muangthong United    | 2010                | Thai Premier League | 26                  | 7                   | 3             | 2             | —                   | —                   | 7        | 1        | 36        | 10        |
| Muangthong United    | 2011                | Thai Premier League | 26                  | 13                  | 5             | 5             | 3                   | 1                   | 8        | 4        | 42        | 23        |
| Muangthong United    | 2012                | Thai Premier League | 29                  | 24                  | 1             | 1             | 2                   | 0                   | —        | —        | 32        | 25        |
| Muangthong United    | 2013                | Thai Premier League | 32                  | 16                  | 4             | 4             | 2                   | 1                   | 5        | 0        | 43        | 21        |
| Muangthong United    | 2014                | Thai Premier League | 18                  | 9                   | 1             | 2             | 3                   | 1                   | 2        | 0        | 24        | 12        |
| Tây Ban Nha          | Tây Ban Nha         | Tây Ban Nha         | La Liga             | La Liga             | Copa del Rey  | Copa del Rey  | Supercopa de España | Supercopa de España | Châu Âu  | Châu Âu  | Tổng cộng | Tổng cộng |
| UD Almería           | 2014–15             | La Liga             | 6                   | 0                   | 4             | 1             | —                   | —                   | —        | —        | 10        | 1         |
| Thái Lan             | Thái Lan            | Thái Lan            | Thai Premier League | Thai Premier League | FA Cup        | FA Cup        | League Cup          | League Cup          | Châu Á   | Châu Á   | Tổng cộng | Tổng cộng |
| Muangthong United    | 2015                | Thai Premier League | 31                  | 11                  | 5             | 1             | 1                   | 2                   | —        | —        | 37        | 14        |
| Muangthong United    | 2016                | Thai Premier League | 28                  | 11                  | 3             | 4             | 3                   | 1                   | 1        | 0        | 35        | 16        |
| Muangthong United    | 2017                | Thai Premier League | 31                  | 14                  | 4             | 1             | 5                   | 5                   | 7        | 5        | 48        | 27        |
| Muangthong United    | 2018                | Thai Premier League | 0                   | 0                   | 0             | 0             | 0                   | 0                   | 2        | 0        | 2         | 0         |
| Muangthong United    | 2019                | Thai Premier League | 4                   | 2                   | 0             | 0             | 0                   | 0                   | 0        | 0        | 4         | 2         |
| Nhật Bản             | Nhật Bản            | Nhật Bản            | J1 League           | J1 League           | Emperor's Cup | Emperor's Cup | J.League Cup        | J.League Cup        | Châu Á   | Châu Á   | Tổng cộng | Tổng cộng |
| Sanfrecce Hiroshima  | 2018                | J1 League           | 19                  | 5                   | 0             | 0             | 5                   | 1                   | —        | —        | 24        | 6         |
| Tổng cộng sự nghiệp  | Tổng cộng sự nghiệp | Tổng cộng sự nghiệp | 329                 | 144                 | 32            | 21            | 25                  | 12                  | 32       | 10       | 418       | 189       |

### Quốc tế
Tính đến 21 tháng 11 năm 2023
| Thái Lan  | Thái Lan | Thái Lan |
| Năm       | Trận     | Bàn      |
| --------- | -------- | -------- |
| 2007      | 5        | 2        |
| 2008      | 12       | 8        |
| 2009      | 10       | 4        |
| 2010      | 9        | 0        |
| 2011      | 8        | 3        |
| 2012      | 8        | 9        |
| 2013      | 7        | 1        |
| 2014      | 1        | 0        |
| 2015      | 10       | 4        |
| 2016      | 15       | 9        |
| 2017      | 6        | 2        |
| 2018      | 4        | 0        |
| 2019      | 9        | 3        |
| 2021      | 6        | 4        |
| 2022      | 9        | 7        |
| 2023      | 8        | 3        |
| Tổng cộng | 127      | 64       |

#### Bàn thắng quốc tế
| Teerasil Dangda – Bàn thắng cho đội tuyển Thái Lan | Teerasil Dangda – Bàn thắng cho đội tuyển Thái Lan | Teerasil Dangda – Bàn thắng cho đội tuyển Thái Lan     | Teerasil Dangda – Bàn thắng cho đội tuyển Thái Lan | Teerasil Dangda – Bàn thắng cho đội tuyển Thái Lan | Teerasil Dangda – Bàn thắng cho đội tuyển Thái Lan | Teerasil Dangda – Bàn thắng cho đội tuyển Thái Lan | Teerasil Dangda – Bàn thắng cho đội tuyển Thái Lan |
| -------------------------------------------------- | -------------------------------------------------- | ------------------------------------------------------ | -------------------------------------------------- | -------------------------------------------------- | -------------------------------------------------- | -------------------------------------------------- | -------------------------------------------------- |
| 1.                                                 | 8 tháng 10 năm 2007                                | Sân vận động Suphachalasai, Bangkok, Thái Lan          | Ma Cao                                             | 2–0                                                | 6–1                                                | Vòng loại FIFA World Cup 2010                      |                                                    |
| 2.                                                 | 15 tháng 10 năm 2007                               | Sân vận động Campo Desportivo, Ma Cao                  | Ma Cao                                             | 0–1                                                | 1–7                                                | Vòng loại FIFA World Cup 2010                      |                                                    |
| 3.                                                 | 20 tháng 5 năm 2008                                | Sân vận động Rajamangala, Bangkok, Thái Lan            | Nepal                                              | 1–0                                                | 7–0                                                | Giao hữu                                           |                                                    |
| 4.                                                 | 20 tháng 5 năm 2008                                | Sân vận động Rajamangala, Bangkok, Thái Lan            | Nepal                                              | 4–0                                                | 7–0                                                | Giao hữu                                           |                                                    |
| 5.                                                 | 25 tháng 5 năm 2008                                | Sân vận động Rajamangala, Bangkok, Thái Lan            | Iraq                                               | 2–0                                                | 2–1                                                | Giao hữu                                           |                                                    |
| 6.                                                 | 16 tháng 11 năm 2008                               | Sân vận động Quốc gia Mỹ Đình, Hà Nội, Việt Nam        | Việt Nam                                           | 1–2                                                | 2–2                                                | Cúp T&T                                            |                                                    |
| 7.                                                 | 10 tháng 12 năm 2008                               | Sân vận động Surakul, Phuket, Thái Lan                 | Malaysia                                           | 2–0                                                | 3–0                                                | AFF Cup 2008                                       |                                                    |
| 8.                                                 | 10 tháng 12 năm 2008                               | Sân vận động Surakul, Phuket, Thái Lan                 | Malaysia                                           | 3–0                                                | 3–0                                                | AFF Cup 2008                                       |                                                    |
| 9.                                                 | 16 tháng 12 năm 2008                               | Sân vận động Gelora Bung Karno, Jakarta, Indonesia     | Indonesia                                          | 0–1                                                | 0–1                                                | AFF Cup 2008                                       |                                                    |
| 10.                                                | 28 tháng 12 năm 2008                               | Sân vận động Quốc gia Mỹ Đình, Hà Nội, Việt Nam        | Việt Nam                                           | 0–1                                                | 1–1                                                | AFF Cup 2008                                       |                                                    |
| 11.                                                | 21 tháng 1 năm 2009                                | Sân vận động Surakul, Phuket, Thái Lan                 | Liban                                              | 1–0                                                | 2–1                                                | Cúp Nhà vua 2009                                   |                                                    |
| 12.                                                | 5 tháng 2 năm 2009                                 | Vegalta Sendai, Sendai, Nhật Bản                       | Ả Rập Xê Út                                        | 1–2                                                | 1–2                                                | Giao hữu                                           |                                                    |
| 13.                                                | 28 tháng 3 năm 2009                                | Sân vận động Suphachalasai, Bangkok, Thái Lan          | New Zealand                                        | 1–1                                                | 3–1                                                | Giao hữu                                           |                                                    |
| 14.                                                | 28 tháng 3 năm 2009                                | Sân vận động Suphachalasai, Bangkok, Thái Lan          | New Zealand                                        | 3–1                                                | 3–1                                                | Giao hữu                                           |                                                    |
| 15.                                                | 18 tháng 7 năm 2009                                | Sân vận động SCG, Pak Kret, Thái Lan                   | Pakistan                                           | 1–0                                                | 4–0                                                | Giao hữu                                           |                                                    |
| 16.                                                | 18 tháng 7 năm 2009                                | Sân vận động SCG, Pak Kret, Thái Lan                   | Pakistan                                           | 3–0                                                | 4–0                                                | Giao hữu                                           |                                                    |
| 17.                                                | 14 tháng 7 năm 2011                                | Sân vận động New I-Mobile, Buriram, Thái Lan           | Myanmar                                            | 1–0                                                | 1–0                                                | Giao hữu                                           |                                                    |
| 18.                                                | 2 tháng 9 năm 2011                                 | Sân vận động Suncorp, Brisbane, Úc                     | Úc                                                 | 0–1                                                | 2–1                                                | Vòng loại FIFA World Cup 2014                      |                                                    |
| 19.                                                | 6 tháng 9 năm 2011                                 | Sân vận động Rajamangala, Bangkok, Thái Lan            | Oman                                               | 2–0                                                | 3–0                                                | Vòng loại FIFA World Cup 2014                      |                                                    |
| 20.                                                | 24 tháng 2 năm 2012                                | Sân vận động kỷ niệm 700 năm, Chiang Mai, Thái Lan     | Maldives                                           | 2–0                                                | 3–0                                                | Giao hữu                                           |                                                    |
| 21.                                                | 17 tháng 11 năm 2012                               | Sân vận động Rajamangala, Bangkok, Thái Lan            | Bangladesh                                         | 2–0                                                | 5–0                                                | Giao hữu                                           |                                                    |
| 22.                                                | 17 tháng 11 năm 2012                               | Sân vận động Rajamangala, Bangkok, Thái Lan            | Bangladesh                                         | 3–0                                                | 5–0                                                | Giao hữu                                           |                                                    |
| 23.                                                | 17 tháng 11 năm 2012                               | Sân vận động Rajamangala, Bangkok, Thái Lan            | Bangladesh                                         | 4–0                                                | 5–0                                                | Giao hữu                                           |                                                    |
| 24.                                                | 27 tháng 12 năm 2012                               | Sân vận động Rajamangala, Bangkok, Thái Lan            | Myanmar                                            | 1–0                                                | 4–0                                                | AFF Cup 2012                                       |                                                    |
| 25.                                                | 27 tháng 12 năm 2012                               | Sân vận động Rajamangala, Bangkok, Thái Lan            | Myanmar                                            | 3–0                                                | 4–0                                                | AFF Cup 2012                                       |                                                    |
| 26.                                                | 27 tháng 12 năm 2012                               | Sân vận động Rajamangala, Bangkok, Thái Lan            | Myanmar                                            | 4–0                                                | 4–0                                                | AFF Cup 2012                                       |                                                    |
| 27.                                                | 9 tháng 12 năm 2012                                | Sân vận động Bukit Jalil, Kuala Lumpur, Malaysia       | Malaysia                                           | 1–1                                                | 1–1                                                | AFF Cup 2012                                       |                                                    |
| 28.                                                | 13 tháng 12 năm 2012                               | Sân vận động Suphachalasai, Bangkok, Thái Lan          | Malaysia                                           | 1–0                                                | 2–0                                                | AFF Cup 2012                                       |                                                    |
| 29.                                                | 15 tháng 10 năm 2013                               | Sân vận động Azadi, Tehran, Iran                       | Iran                                               | 2–1                                                | 2–1                                                | Vòng loại AFC Asian Cup 2015                       |                                                    |
| 30.                                                | 16 tháng 6 năm 2015                                | Sân vận động Thành phố Đài Bắc, Đài Bắc, Đài Loan      | Đài Bắc Trung Hoa                                  | 0–1                                                | 0–2                                                | Vòng loại FIFA World Cup 2018                      |                                                    |
| 31.                                                | 16 tháng 6 năm 2015                                | Sân vận động Thành phố Đài Bắc, Đài Bắc, Đài Loan      | Đài Bắc Trung Hoa                                  | 0–2                                                | 0–2                                                | Vòng loại FIFA World Cup 2018                      |                                                    |
| 32.                                                | 3 tháng 9 năm 2015                                 | Sân vận động Rajamangala, Bangkok, Thái Lan            | Afghanistan                                        | 2–0                                                | 2–0                                                | Giao hữu                                           |                                                    |
| 33.                                                | 12 tháng 11 năm 2015                               | Sân vận động Rajamangala, Bangkok, Thái Lan            | Đài Bắc Trung Hoa                                  | 1–1                                                | 4–2                                                | Vòng loại FIFA World Cup 2018                      |                                                    |
| 34.                                                | 3 tháng 6 năm 2016                                 | Sân vận động Rajamangala, Bangkok, Thái Lan            | Syria                                              | 1–0                                                | 2–2                                                | Cúp Nhà vua 2016                                   |                                                    |
| 35.                                                | 15 tháng 11 năm 2016                               | Sân vận động Rajamangala, Bangkok, Thái Lan            | Úc                                                 | 1–1                                                | 2–2                                                | Vòng loại FIFA World Cup 2018                      |                                                    |
| 36.                                                | 15 tháng 11 năm 2016                               | Sân vận động Rajamangala, Bangkok, Thái Lan            | Úc                                                 | 2–1                                                | 2–2                                                | Vòng loại FIFA World Cup 2018                      |                                                    |
| 37.                                                | 19 tháng 11 năm 2016                               | Sân vận động Thể thao Philippines, Bocaue, Philippines | Indonesia                                          | 2–0                                                | 4–2                                                | AFF Cup 2016                                       |                                                    |
| 38.                                                | 19 tháng 11 năm 2016                               | Sân vận động Thể thao Philippines, Bocaue, Philippines | Indonesia                                          | 3–2                                                | 4–2                                                | AFF Cup 2016                                       |                                                    |
| 39.                                                | 19 tháng 11 năm 2016                               | Sân vận động Thể thao Philippines, Bocaue, Philippines | Indonesia                                          | 4–2                                                | 4–2                                                | AFF Cup 2016                                       |                                                    |
| 40.                                                | 4 tháng 12 năm 2016                                | Sân vận động Thuwunna, Yangon, Myanmar                 | Myanmar                                            | 1–0                                                | 2–0                                                | AFF Cup 2016                                       |                                                    |
| 41.                                                | 4 tháng 12 năm 2016                                | Sân vận động Thuwunna, Yangon, Myanmar                 | Myanmar                                            | 2–0                                                | 2–0                                                | AFF Cup 2016                                       |                                                    |
| 42.                                                | 14 tháng 12 năm 2016                               | Sân vận động Pakansari, Bogor, Indonesia               | Indonesia                                          | 1–0                                                | 1–2                                                | AFF Cup 2016                                       |                                                    |
| 43.                                                | 5 tháng 10 năm 2017                                | Sân vận động Mandalarthiri, Mandalay, Myanmar          | Myanmar                                            | 2–0                                                | 3–1                                                | Giao hữu                                           |                                                    |
| 44.                                                | 8 tháng 10 năm 2017                                | Sân vận động SCG, Nonthaburi, Thái Lan                 | Kenya                                              | 1–0                                                | 1–0                                                | Giao hữu                                           |                                                    |
| 45.                                                | 6 tháng 1 năm 2019                                 | Sân vận động Al Nahyan, Abu Dhabi, UAE                 | Ấn Độ                                              | 1–1                                                | 1–4                                                | AFC Asian Cup 2019                                 |                                                    |
| 46.                                                | 10 tháng 10 năm 2019                               | Sân vận động Leo, Pathum Thani, Thái Lan               | Cộng hòa Congo                                     | 1–0                                                | 1–1                                                | Giao hữu                                           |                                                    |
| 47.                                                | 15 tháng 10 năm 2019                               | Sân vận động Thammasat, Pathum Thani, Thái Lan         | UAE                                                | 1–0                                                | 2–1                                                | Vòng loại FIFA World Cup 2022                      |                                                    |
| 48.                                                | 11 tháng 12 năm 2021                               | Sân vận động Quốc gia, Singapore, Kallang, Singapore   | Myanmar                                            | 1–0                                                | 4–0                                                | AFF Cup 2020                                       |                                                    |
| 49.                                                | 11 tháng 12 năm 2021                               | Sân vận động Quốc gia, Singapore, Kallang, Singapore   | Myanmar                                            | 2–0                                                | 4–0                                                | AFF Cup 2020                                       |                                                    |
| 50.                                                | 14 tháng 12 năm 2021                               | Sân vận động Quốc gia, Singapore, Kallang, Singapore   | Philippines                                        | 1–0                                                | 2–1                                                | AFF Cup 2020                                       |                                                    |
| 51.                                                | 14 tháng 12 năm 2021                               | Sân vận động Quốc gia, Singapore, Kallang, Singapore   | Philippines                                        | 2–1                                                | 2–1                                                | AFF Cup 2020                                       |                                                    |
| 52.                                                | 31 tháng 5 năm 2022                                | Sân vận động BG, Pathum Thani, Thái Lan                | Bahrain                                            | 1–0                                                | 1–2                                                | Giao hữu                                           |                                                    |
| 53.                                                | 8 tháng 6 năm 2022                                 | Sân vận động Markaziy, Namangan, Uzbekistan            | Maldives                                           | 2–0                                                | 3–0                                                | Vòng loại AFC Asian Cup 2023                       |                                                    |
| 54.                                                | 11 tháng 12 năm 2022                               | Sân vận động Thammasat, Pathum Thani, Thái Lan         | Myanmar                                            | 1–0                                                | 6–0                                                | Giao hữu                                           |                                                    |
| 55.                                                | 11 tháng 12 năm 2022                               | Sân vận động Thammasat, Pathum Thani, Thái Lan         | Myanmar                                            | 5–0                                                | 6–0                                                | Giao hữu                                           |                                                    |
| 56.                                                | 20 tháng 12 năm 2022                               | Sân vận động Kuala Lumpur, Kuala Lumpur, Malaysia      | Brunei                                             | 2–0                                                | 5–0                                                | AFF Cup 2022                                       |                                                    |
| 57.                                                | 26 tháng 12 năm 2022                               | Sân vận động Thammasat, Pathum Thani, Thái Lan         | Philippines                                        | 1–0                                                | 4–0                                                | AFF Cup 2022                                       |                                                    |
| 58.                                                | 26 tháng 12 năm 2022                               | Sân vận động Thammasat, Pathum Thani, Thái Lan         | Philippines                                        | 2–0                                                | 4–0                                                | AFF Cup 2022                                       |                                                    |
| 59.                                                | 2 tháng 1 năm 2023                                 | Sân vận động Thammasat, Pathum Thani, Thái Lan         | Campuchia                                          | 1–0                                                | 3–1                                                | AFF Cup 2022                                       |                                                    |
| 60.                                                | 2 tháng 1 năm 2023                                 | Sân vận động Thammasat, Pathum Thani, Thái Lan         | Campuchia                                          | 3–1                                                | 3–1                                                | AFF Cup 2022                                       |                                                    |
| 61.                                                | 10 tháng 1 năm 2023                                | Sân vận động Thammasat, Pathum Thani, Thái Lan         | Malaysia                                           | 1–0                                                | 3–0                                                | AFF Cup 2022                                       |                                                    |
| 62.                                                | 16 tháng 6 năm 2023                                | Sân vận động quốc gia, Cao Hùng, Đài Loan              | Đài Bắc Trung Hoa                                  | 1–1                                                | 2–2                                                | Giao hữu                                           |                                                    |
| 63.                                                | 19 tháng 6 năm 2023                                | Sân vận động Hồng Kông, So Kon Po, Hồng Kông           | Hồng Kông                                          | 1–0                                                | 1–0                                                | Giao hữu                                           |                                                    |
| 64.                                                | 7 tháng 9 năm 2023                                 | Sân vận động kỷ niệm 700 năm, Chiang Mai, Thái Lan     | Liban                                              | 2–1                                                | 2–1                                                | Cúp Nhà vua 2023                                   |                                                    |

## Danh hiệu

### Quốc tế
Thái Lan
- Giải vô địch bóng đá Đông Nam Á: 
  - Vô địch (3): 2016, 2020, 2022
  - Á quân (2): 2008, 2012
- Cúp Nhà vua Thái Lan (1): 2016

U-23 Thái Lan
- Đại hội Thể thao Đông Nam Á: 
  - Huy chương vàng (1): 2007

### Câu lạc bộ
Muangthong United
- Giải bóng đá Ngoại hạng Thái Lan
  - Vô địch (4): 2009, 2010, 2012, 2016
  - Á quân (2): 2013, 2015
- Cúp FA Thái Lan
  - Á quân (3): 2010, 2011, 2015
- Cúp Hoàng gia Kor
  - Vô địch (1): 2010
  - Á quân (4): 2011, 2013, 2014, 2016
- Cúp Liên đoàn bóng đá Thái Lan 
  - Vô địch (1): 2016, 2017
- Siêu Cúp Thái Lan
  - Vô địch (1): 2017
- Giải vô địch bóng đá các câu lạc bộ sông Mê Kông
  - Vô địch (1): 2017

### Cá nhân
- Giải vô địch bóng đá Đông Nam Á Vua phá lưới (3); 2008, 2012, 2016
- Giải bóng đá Ngoại hạng Thái Lan Vua phá lưới (1); 2012
- Giải bóng đá Ngoại hạng Thái Lan Cầu thủ của năm (1); 2012